# Sources de Chez Party
Les sources de Chez Party sont des résurgences situées dans le nord de la commune de Magland au pied du massif karstique du Faucigny en Haute-Savoie. Bien que situées au fond de la vallée de l'Arve à une altitude de seulement 497 mètres, elles présentent un régime nival car l'essentiel de leur bassin d'alimentation se trouve à une altitude comprise entre 1000 et 2800 m. Le module est d'environ 1100l/s.

## Source n° 1, le pont
La principale de ces sources, située près d'un pont et formée de plusieurs griffons, est alimentée par un karst forestier (zone Arâches – Les Carroz) et un karst d'altitude (lapiaz sans végétation, retombée nord du désert de Platé). La provenance diverse de ses eaux et surtout l'absence de stockage font qu'une variation de sa température est observée entre 6 et 9 °C avec un minimum en mai au moment de la crue liée à la fonte des neiges, mais aussi qu'elle réagit rapidement aux intempéries : la crue commence seulement 2 heures après le début des précipitations. Au cours de l'année, le débit varie considérablement entre 0,7 m3/s à l'étiage et 9 m3/s pendant les crues. L'écoulement se fait essentiellement d'avril à juillet.
L'eau de la source est essentiellement originaire des pertes suivantes :
- La plus grande partie des eaux provient des pertes du lac de Flaine à 5 km plus au sud-est et à 1416 m d'altitude. Le transit souterrain se fait rapidement en 12 à 17 heures et donc à une vitesse de 400 m/h[2].

- Le torrent du lac de Vernant qui coule initialement sur un terrain imperméable, du grès de Taveyannaz, arrive ensuite dans la zone karstique à l'altitude de 1720 m et se perd intégralement à l'étiage en traversant le nummulitique (roches vieilles de 23 à 66 millions d'années (Ma) et comportant un grand nombre de nummulites fossiles). Le transit se fait en 19 heures à une vitesse de 300 m/h[2].

- À proximité, le gouffre de la Combe-Enverse s'ouvre au fond de la combe du même nom à une altitude de 1745 m et engloutit le petit torrent de Rivière-Enverse descendant de la pointe de Véret (2122 m). Le début du gouffre a été exploré sur 100 m jusqu'à une profondeur de 329 m, là où il faut surmonter un siphon[2]. Il s'ouvre dans du priabonien (couche de calcaire récifal blanchâtre très pur épaisse de 50 à 120 m,  34 à 38 Ma) et traverse le nummulitique et le sénonien (calcaire beige à brun clair avec intercalations marneuses épais de 100 à 150 m et pouvant donner de grands puits) par une succession de puits avant de se heurter à la couche imperméable des grès de l'albien (couche de 6 à 10 m de grès verts avec de nombreux fossiles, notamment des ammonites, 100 à 113 Ma)[1]. Le réseau suit dès lors la pente de cette couche et s'oriente vers le sud-est en direction de Flaine. Ce n'est donc que plus bas que les eaux prennent la direction des sources de Chez Party. En fonction des conditions météorologiques, les traçages ont révélé que l'eau à besoin de 2,5 à 8 jours pour faire toute la traversée ce qui correspond à une vitesse maximale de 123 m/h[2]. La distance souterraine parcourue est de 7,5 km[1].

- Le nant d'Orlier qui s'écoule essentiellement sur les terrains quaternaires d'Arâches s'enfonce ensuite dans une gorge où il rencontre la zone du nummulitique à une altitude de 1080 m et y perd une grande partie de son eau. Bien que la distance à parcourir soit courte, le transit prend plus de 3 jours à une vitesse moyenne de 20 m/h[2].

- À 1 km au nord, la grotte de Balme, essentiellement sèche, permet d'accéder à une grande salle appelée salle d'Outre-tombe qui est traversée par un ruisseau dont le débit est de quelques litres par seconde. Elle s'ouvre à 720 m dans un anticlinal de calcaire urgonien qui arrive au niveau de la vallée à Chez Party. Bien que l'eau n'ait pratiquement qu'à suivre le pendage, le transit nécessite 2 (crue) à 4 (étiage) jours pour une vitesse de 17 à 30 m/s[2].

## Source n° 2, le vivier
La deuxième, nettement moins abondante, est située 40 m plus au sud et appelée Vivier. Elle tire son eau d'une nappe phréatique située à 10 ou 30 mètres sous le lac de Gers dans des alluvions fluvio-glaciaires (sables, graviers, argiles) à proximité d'une série de flysch. De ce fait, le transit observé lors des marquages est long (ex. :  3 semaines dans le cas des retombées radioactives de Tchernobyl, 2 semaines dans le cas du marquage avec 3 kg de fluorescéine du 27 août 1985 avec un signal s'étalant sur deux mois), mais la nappe sert de réservoir et permet d'assurer un débit régulier de 50 l/s pendant les mois d'hiver ou aucun apport d'eau liquide ne se produit au niveau du lac ainsi qu'une température pratiquement constante tout au long de l'année à 8,5-9 °C. Son maximum est de seulement 120 l/s au moment de la fonte des neiges au début de l'été. Son comportement est caractéristique des sources situées à la sortie d'un réseau karstique noyé.
Le cheminement souterrain de l'eau a été reconstitué comme suit : les eaux de la nappe s'échappent à travers des fuites dans le plancher qui les font suivre d'abord le pendage avant de rencontrer un plan de faille orienté au nord-ouest suivi jusqu'à ce qu'elles rencontrent un accident tectonique qui les dirige vers le sud-ouest et les sources de Chez Party. Le trajet total parcouru est de 8 km.

## Analyse commune
Comme de coutume pour les sources provenant d'un réseau karstique, le passage rapide à travers la roche fait que l'eau n'est pas filtrée et que les eaux sont donc contaminées bactériologiquement, essentiellement en raison d'un chalet d'alpage avec bétail pour le vivier et à cause des villages des Carroz et de Flaine pour le pont.
L'analyse physico-chimique des deux sources montre que l'eau transporte chaque année environ 270 t de calcaire par km² du bassin-versant, une valeur qui correspond à une ablation de 100 mm en 1000 ans, typique des hautes montagnes calcaires des Alpes du nord. La dureté est minimale au mois de juin au moment de la crue de la fonte des neiges (88 mg/l) et elle atteint son maximum pendant la phase de rétention (180-200 mg/l en janvier/février).
Les sources sont à l'origine de deux petits cours d'eau qui rejoignent l'Arve au bout d'un parcours de 100 à 200 m.